# 费雯·丽
奥利维尔爵士夫人慧雲·李（英語：Vivien Leigh, Lady Olivier，1913年11月5日—1967年7月8日），英国国宝级电影演员，兩屆奧斯卡影后及威尼斯影展最佳女主角獎得主。費雯·麗不但是出色的電影演員，也是優秀的舞台劇演員，出色的外表和精湛的演技，為她在影壇历史上爭得一席之地。費雯·麗在個人情感方面並不順遂，過世前幾年受精神和身體的疾病纏身，1967年她在英國家裡孤單辭世，享年53歲。
費雯·麗在電影《乱世佳人》中飾演女主角，郝思嘉成為影史上最難以超越的角色之一，1998年她被美国电影学会遴選為「AFI百年百大女明星」第16名。

## 早期生活
1913年11月5日，她出生于英属印度西孟加拉邦大吉岭。原名薇薇安·玛丽·哈特萊（Vivian Mary Hartley），父亲恩斯特·哈特萊（Ernest Hartley）是不列颠印度军队的一个官员，母亲歌特露德·鲁宾逊·雅克耶（Gertrude Robinson Yackje）的身世是一个谜，她宣称自己是爱尔兰人，但是似乎也同时具有印度帕西人的血统。1912年，他们在伦敦肯辛顿结婚。1917年，父亲被调遣到班加罗尔，薇薇安与母亲则留在乌塔卡蒙德。薇薇安·哈特萊3岁时就在她母亲所在的业余剧团上台表演儿歌《小波比》。歌特露德试图培养她女儿的文学修养，让她阅读汉斯·克里斯蒂安·安徒生、路易斯·卡罗和约瑟夫·鲁德亚德·吉卜林的作品，以及希腊神话故事。1920年，父母将6岁半的她送到了英国伦敦附近的聖心女修道院寄宿学校。薇薇安在这里学会了钢琴、小提琴等乐器。她在修道院的密友是后来同样成为女演员的莫琳·奥沙利文，她告诉奥沙利文自己梦想着要成为“一个伟大的演员”。
薇薇安在欧洲完成了她的后期教育，1931年返回英国与父母团聚。她发现一部莫琳·奥沙利文出演的电影在伦敦西区上映并告诉父母自己梦想成为一个演员。父母非常支持她，她父亲帮助她进入伦敦皇家戏剧艺术学院学习。
1931年底，薇薇安认识了年长她13岁的律師赫伯特·利·霍尔曼。尽管他对戏剧界人士不以为然，两人一见钟情，并于1932年12月20日结婚，薇薇安也因此而辍学。1933年10月12日，女儿苏珊出生，她对家庭生活感到不满。她的朋友推荐她参加电影《渐有起色》的拍摄，在其中饰演一个小角色，这也是她初次登上银幕。她雇佣了经纪人约翰·格利登（John Gliddon），后者认为她的名字“薇薇安·霍尔曼”不适合作为一个电影演员的名字。她拒绝了格利登为她取的名字“阿普利尔·莫恩”（April Morn），采用“薇薇安·丽”(Vivian Leigh)作为艺名。格利登将她推荐给导演和制片人亚历山大·科达作为候选演员，但是科达因为她缺少潜力而拒绝。
1935年，她出演话剧《道德的面具》（The Mask of Virtue），声名鹊起，很多报纸采访了她，其中《每日快报》的采访文章提到“她的表情改变得很快”，也是第一次公开的出版物中提到她情绪变化迅速，这成为她的一个特征。后来的桂冠诗人约翰·贝奇曼也为她撰文，将她描写为“英国少女的本性”。科达在观看了她的演出后，承认了自己的失误，与她签定电影合约，并将她的名字改为“费雯丽”(Vivien Leigh)。她继续从事戏剧表演，但是当科达搬到一个大的剧场的时候，费雯丽发现自己不能把声音送到足够远，来吸引使观众注意，因此很快演出结束了。1960年代，当费雯丽回忆起她第一次遭受评论界赞颂和突然而至的名声的复杂感受时说，“一些评论家看起来很傻地认为我是一个伟大的女演员。我想，这么说真愚蠢和缺德。因为这给了我很大的压力和责任，而我无法承受。这使我花了很多年学习足够的东西来实现他们的期望。我发现这非常傻。我很清楚地记得那个评论家，并永远不会原谅他。”

## 感情生活
当时英国莎剧明星劳伦斯·奥利维尔观看了费雯丽演出的《道德的面具》，在他向她表示祝贺后，两人开始交往。1937年，他俩第一次合作，在电影《英伦浩劫》中扮演一对情人，拍摄期间他们互相深深吸引。电影完成后，他们开始有外遇。在此期间，费雯丽阅读了玛格丽特·米切尔的小说《飘》，并让她的美国经纪人将她推荐给制片人大卫·O·塞尔兹尼克，塞尔兹尼克正在筹备拍摄小说的电影版本。她和一位记者说，“我将自己投入到斯佳丽·奥哈拉中。”电影评论人C·A·勒琼回忆同一时期和她的一次对话时，她断言“奥利维尔将不会出演瑞德·巴特勒这个角色，但是我将饰演斯佳丽·奥哈拉。等着看吧。”当时在场的人都很吃惊。
费雯丽在旧维克剧场出演了由奥利维尔导演的戏剧《哈姆雷特》女主角奥菲莉娅。奥利维尔后来回忆到有一次她正在后台安静地候场时，情绪突变。在没有明显刺激的情况下，她对着他尖叫，然后又很快安静下来。演出时一切正常，次日她恢复了常态，也遗忘了整个事件。这是奥利维尔第一次见到她这样的行为。他们两人开始同居，费雯丽的丈夫霍尔曼和奥利维尔的妻子——女演员吉尔·埃斯蒙德，都不同意离婚。
1938年，费雯丽和罗伯特·泰勒、赖尼尔·巴利摩和莫琳·奥沙利文一起出演了《牛津风云》，这是她第一部在美国引起注意的影片。影片制作期间，她获得了难以相处和不可理喻的名声。科达让她的经纪人警告她如果不改变她的行为，将不与她续签合同。她的下一部影片是和查尔斯·劳顿一起主演的《圣马丁小巷》。

## 获得成功
奥利维尔尝试拓宽他的银幕生涯，尽管他在英国非常成功，但是在美国的知名度并不高，早期打入美国市场的一些尝试也以失败告终。1939年，奥利维尔获得了机会出演由塞缪尔·戈尔德温制作的《呼啸山庄》中男主角西斯克里夫，前往好莱坞，将费雯丽留在了伦敦。戈尔德温和导演威廉·惠勒邀请费雯丽饰演片中女配角伊莎贝拉，但是她拒绝了邀请，宣称只饰演主角凯茜，而该角色早已确定由默尔·奥伯伦饰演。
当时好莱坞正在公开寻找大卫·O·塞尔兹尼克制作的《乱世佳人》的女主角斯佳丽·奥哈拉的人选，很多著名或不著名的女演员都参加了试镜，包括凯瑟琳·赫本、诺玛·希拉、贝蒂·戴维斯、芭芭拉·斯坦威克、琼·克劳馥、拉娜·特纳等。
1938年2月，费雯丽就让她的美国经纪人麦伦·塞尔兹尼克（大卫·塞尔兹尼克的哥哥）将她推荐给制片方。当月，塞尔兹尼克观看了她在《英伦浩劫》和《牛津风云》中的表演，从那时起就将其定为重要候选人之一。
从2月到8月，塞尔兹尼克观看了所有她出演的英国电影，8月与制片人亚历山大·科达协商次年费雯·丽的档期问题，当时她还和科达签有合约。10月18日，塞尔兹尼克在给导演乔治·丘克的秘密便条中写道：“我还在期望是那个不太可能的新女孩”。费雯丽来到了洛杉矶，表面上是为了和奥利维尔在一起。
麦伦·塞尔兹尼克也是奥利维尔的经纪人，当他见到费雯丽时，就觉得她具备哥哥正在寻觅的女主角的特点。麦伦将费雯丽和奥利维尔带到正在拍摄亚特兰大仓库大火的场景，把他们介绍给大卫。次日，费雯丽在大卫·塞尔兹尼克安排的试镜中，试演了一个场景。大卫·塞尔兹尼克在随后给太太的信中说：“她是扮演斯佳丽的黑马 ，并且看起来非常出色。你自己知道就行了，不要告诉别人，现在候选人只有四个：宝莲·高黛、珍·亚瑟、瓊·班奈特和费雯丽”。导演乔治·丘克持有相同的意见，并赞扬费雯丽“难以置信的野性”，不久就决定给她这个角色。

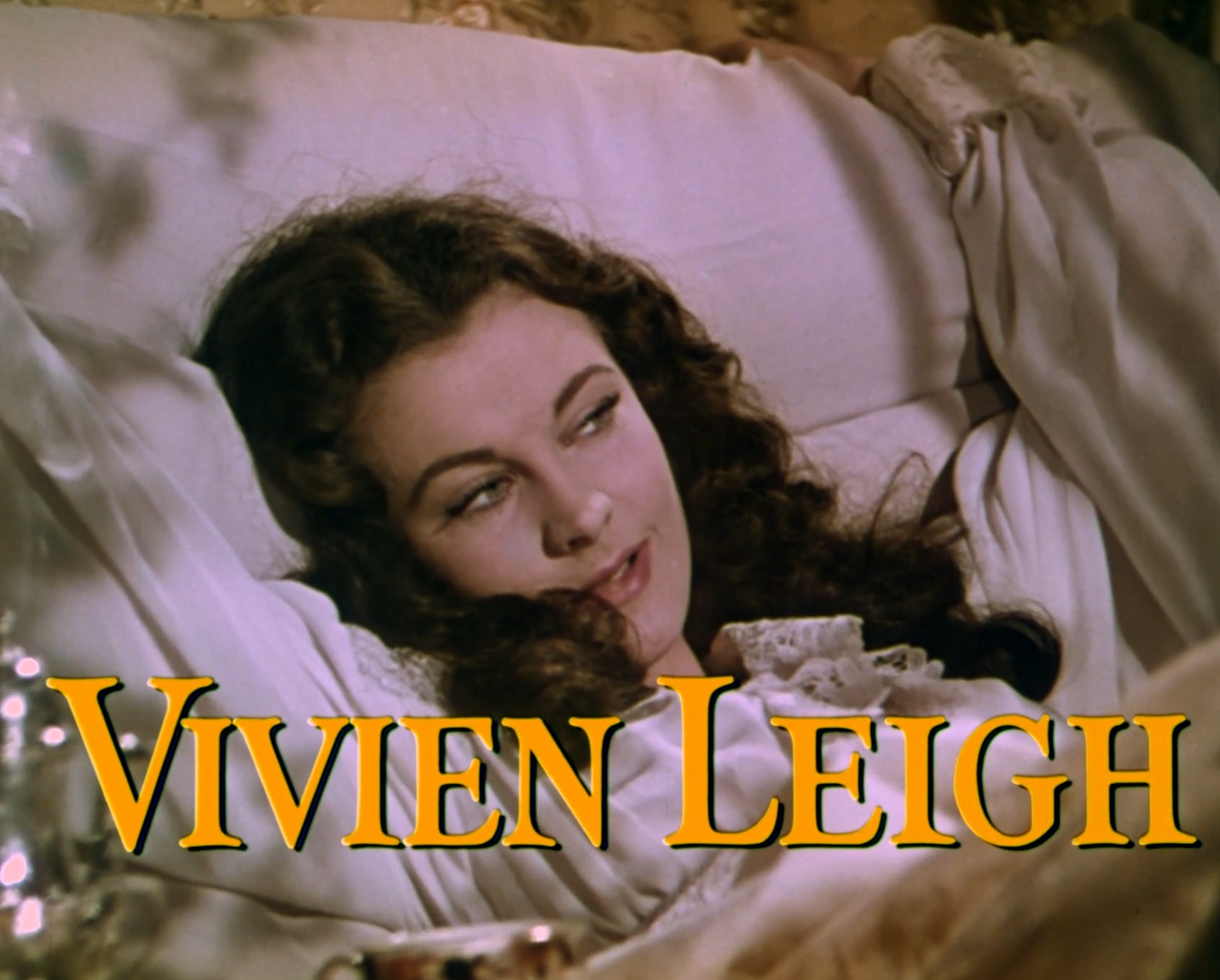
《乱世佳人》剧照

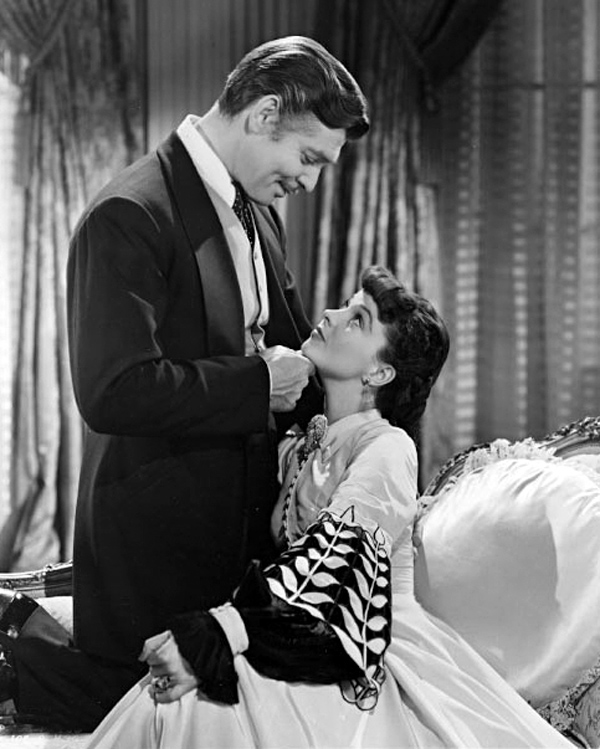
奇勒·基寶和慧雲李在电影《亂世佳人》的劇照

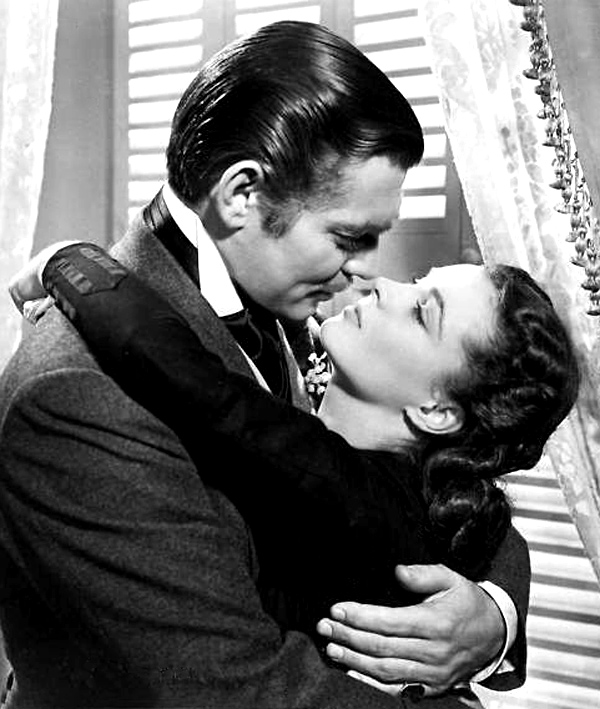
奇勒·基寶和慧雲李在电影《亂世佳人》的劇照

电影摄制过程对于费雯丽来说非常艰难，丘克由于与塞尔兹尼克产生矛盾，离开了剧组。新导演维克多·弗莱明经常与费雯丽争吵。她与女配角奥丽维亚·德哈维兰在周末和晚上秘密会见丘克，向丘克请教饰演角色的建议。她和男主角克拉克·盖博、盖博的妻子卡罗尔·隆巴德和德哈维兰相处友好，但是与男配角莱斯利·霍华德发生冲突，而他们之间有好几场感情戏。使她更为苦恼的是，有时候她被要求一周工作7天，经常工作到深夜，而她很想念在纽约工作的奥利维尔。她给利·霍尔曼写信，“我厌恶好莱坞……我永远不会适应——我真讨厌拍电影。”
劳伦斯·奥利维尔的传记中提到的费雯·丽在拍摄《乱世佳人》时狂躁的表现，2006年，德哈维兰对此做出回应。她为费雯丽辩护道：“費雯在拍攝《亂世佳人》時表現出十分的專業和有準則。但當時有兩件令她非常心煩的事：她必須在一個難以演繹好的角色上發揮最佳表現，並且在拍攝期間與正待在紐約的奧立佛分隔兩地。”
《乱世佳人》的上演立即为费雯丽带来影响和名誉，但是她说：“我不是一个电影明星；我是一个演员。作为一个电影明星，只是一个电影明星，是多么虚假的人生，为了虚假的价值和公众而活。演员的生活可以持续很久，总是可以饰演不可思议的角色。”《乱世佳人》共获得10项奥斯卡奖，费雯·丽以郝思嘉一角，首次提名就获得奥斯卡影后，當時她年方廿六，评审团如此评价：“她有如此的美貌，根本不必有如此的演技；她有如此的演技，根本不必有如此的美貌。”，同時还获得纽约影评人协会最佳女主角奖。11年之後，她以精湛演技再度封后。

## 个人婚姻
1940年2月，吉尔·埃斯蒙德同意与奥利维尔离婚，而霍尔曼也同意与费雯丽分手，后来他们保持了一生的友谊。8月30日，奥利维尔和费雯丽在圣巴巴拉结婚，只有证婚人凯瑟琳·赫本参加仪式。

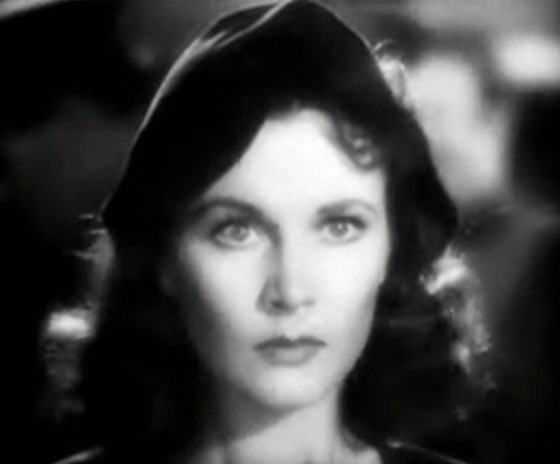
《魂断蓝桥》剧照

费雯丽希望能与奥利维尔一起主演电影，她参加了影片《蝴蝶梦》的试镜，该片由阿尔弗雷德·希区柯克导演，并确定奥利维尔出演男主角。但是在费雯·丽试镜后，塞尔兹尼克认为“她看起来不像天真无邪的样子。”希区柯克和费雯丽的指导者乔治·丘克也持有相同观点。塞尔兹尼克还注意到在奥利维尔确定为男主角之前她并没有表现出对角色的期待，后来琼·芳登获得了该角色。塞尔兹尼克还不同意她和奥利维尔一起出演《傲慢与偏见》，葛丽亚·嘉逊得到了费雯丽所希望的角色。《魂断蓝桥》原定由奥利维尔和费雯丽主演，然而，塞尔兹尼克将男主角更换成罗伯特·泰勒，使他达到演艺事业的顶峰，成为米高梅公司最受欢迎的男演员之一。费雯丽在演员表上的头牌地位体现了她在好莱坞的位置，尽管她勉强在奥利维尔缺阵的情况下参加演出，这部电影不仅受到观众和评论家的欢迎，同时也成为她最喜欢的电影。她将人物初恋时的幸福、分手时的忧伤、失去爱人后的绝望表演得淋漓尽致。
她与奥利维尔在百老汇主演了舞台剧《罗密欧与茱丽叶》。纽约的媒体宣扬两人交往初期对各自婚姻不忠实的事实，并质疑他们为什么不返回英国为战争出力，对演出的评论也多为负面。《纽约时报》的布鲁克·阿特金森撰文写道：“尽管费雯丽小姐和奥利维尔先生是英俊的年轻人，但是他们一点也没有饰演好自己的角色。”当大部分责备针对奥利维尔的表演和导演的时候，费雯丽也被批评。评论家伯纳德·格里班尼尔提到“费雯丽小姐的嗓音很细，女店员的水准。”夫妇两人为了这部舞台剧投入了他们大部分积蓄，因此演出失败对他们来讲在经济上是一个惨重的打击。
1941年，他们双双出演《鵑血忠魂》，奥利维尔饰演霍雷肖·纳尔逊，费雯丽饰演爱玛·汉密尔顿。当时英国已经卷入第二次世界大战，该片是好莱坞几部旨在激发美国观众亲英情绪的电影之一。影片在美国受到欢迎，并在苏联获得巨大成功。温斯顿·丘吉尔在他举行的一个聚会上请宾客观看此片，宾客中包括富兰克林·德拉诺·罗斯福，并发表讲说，“先生们，我认为这部电影会让你们感兴趣，它展现的伟大的事件，和你们正在参与的相仿。” 丘吉尔一直很喜欢奥利维尔夫妇，在他的余生经常邀请他们共进晚餐，出席一些场合。
奥利维尔夫妇回到英格兰，1943年费雯丽在北非巡演，为官兵表演直到持续咳嗽和发热而病倒。1944年，她的左肺确诊为结核，在医院呆了几周后，她看起来已经痊愈。1945年春天，她出演影片《凯撒和克利奥帕特拉》时发现自己怀孕，但是不幸流产。她非常沮丧，在面对奥利维尔时情绪低落到了极点，她对奥利维尔辱骂和动手，直到自己倒在地上哭泣。这是她第一次神经完全崩溃，后来又发生多次。奥利维尔开始识别即将爆发的症状——几天过分活跃后是一段时期的忧郁和一次彻底的崩溃，事件之后费雯丽对此毫无印象，但是会非常侷促不安和后悔。這是費雯麗罹患雙相情緒障礙症（躁鬱症）的開端。
1946年，她逐漸康复，并恢复了表演，在桑顿·怀尔德的戏剧《九死一生》（The Skin of Our Teeth）中获得成功，但是那段时期上映的电影《凯萨与克丽奥佩拉》和《安娜·卡列尼娜》均反响平平。
1947年，奥利维尔被授以爵位，费雯丽陪伴他前往白金汉宫参加授权仪式。她成为奥利维尔夫人，這款稱謂她始終在社交圈中堅持使用，即使後來他们离婚了。

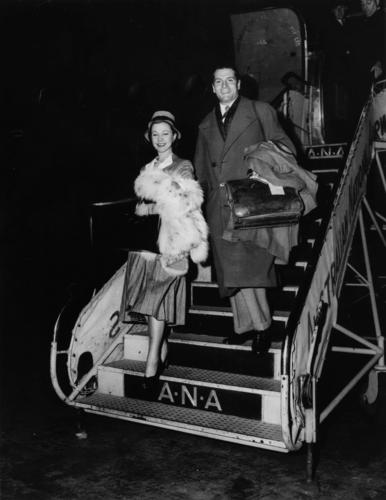
1948年6月，奥利维亚夫妇抵达澳大利亚布里斯班。

到1948年，奥利维亚是旧维克剧场的董事会成员，他和费雯丽乘船到澳大利亚和新西兰巡回演出，为剧院筹集资金。在6个月的旅行中，奥利维亚表演戏剧《理查三世》，也与费雯丽合作演出《丑闻学校》（The School for Scandal）和《九死一生》。巡回演出获得巨大成功，期间费雯丽受失眠困扰，她的替补演员在她生病的一周内代替她演出。但是总体上她还是承受住了对她的要求，奥利维尔注意到她有“使新闻界着迷”的能力。他们的同事后来回忆他们之间的几次争吵，最戏剧性的一次发生在基督城，当时费雯丽拒绝上台演出。奥利维尔打了她一巴掌，费雯丽给予还击，在她走到舞台上之前咒骂他。在巡回演出结束后，两人都精疲力竭并且身体不适，奥利维尔对一名记者说：“你也许不知道，你在和一对行屍走肉说话。”后来他评论道他在澳大利亚“失去了费雯”。
巡回演出的成功坚定了奥利维尔夫妇在伦敦西区剧院首次同台表演的信心，除了巡演的剧目外，还增加了《安提戈涅》，因为费雯丽坚持希望出演一个悲剧角色。

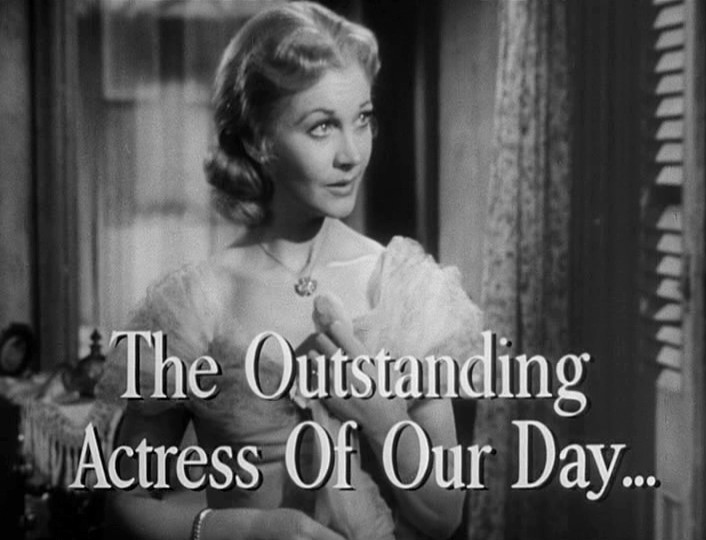
费雯丽在《欲望号街车》中饰演布兰奇·杜波依斯。

费雯丽的下一个在伦敦西区剧院表演的角色是由田纳西·威廉斯编剧的《欲望号街车》中的布兰奇·杜波依斯。威廉斯和制作人艾琳·迈耶·塞尔兹尼克观看了她在《造谣学校》和《安提戈涅》的表演后决定让她出演该角色，奥利维尔担任导演。由于剧情中含有强奸的场景以及放荡和同性恋的内容，该剧不可避免地引起了争议，媒体的讨论增加了费雯丽的焦虑，但是她确信这部作品的重要性。作家约翰·博因顿·普里斯特利公开抨击了剧本和费雯丽的表演，评论家肯尼思·泰南认为费雯丽不适合出演该角色，因为英国演员“在舞台上太有教养而不能激动地表达感情”。剧作商业上的成功部分归功于观众希望看到一个他们认为是淫荡和轰动的故事，而不是奥利维尔和费雯丽所预想的希腊悲剧，这点令他们很灰心失望，幸亏还有一些强有力的支持者，其中包括诺埃尔·科沃德，他认为费雯丽表演非常出色。
在326场表演后，费雯丽完成了她的舞台演出工作。然而，她很快受邀参加电影《欲望号街车》拍摄。她的无礼和经常有点下流的幽默感使她与男主角马龙·白兰度建立了亲密的关系，但是和导演伊利亚·卡赞相处不太融洽 ，卡赞对她评价不高，认为她天分不高。但是随着作品的拍摄，他的评论充满了赞赏，变成了“她是我认识的最有恒心的女演员，如果她认为对表演有帮助，她会爬过碎玻璃。”费雯丽认为这个角色繁重而累人，接受《洛杉矶时报》 采访时说，“我在剧院里演了9个月的布兰奇·杜波依斯，现在是她主宰着我。”电影好评如潮，她也因此获得了第二个奥斯卡最佳女主角奖、威尼斯影展最佳女主角獎、英国电影学院奖和纽约影评人协会最佳女主角奖。田纳西·威廉斯认为费雯丽带给角色“所有我所希望的东西，还有更多我从没奢望的。”但是后来，费雯丽表示扮演布兰奇·杜波依斯“使我陷入了疯狂”。

## 持续疾病
1951年，费雯丽和奥利维尔演出了两部关于克利奥帕特拉的戏剧，威廉·莎士比亚的《安东尼与克利奥帕特拉》和萧伯纳的《凯撒和克利奥帕特拉》，获得好评。之后，他们来到纽约，在齐格菲剧院整整表演了一季。大部分的评论是赞扬的，但是评论家肯尼思·泰南使他们很恼怒，因为他认为费雯丽平庸的才能导致奥利维尔水准也因而下降。泰南的诽谤几乎导致费雯丽又一次崩溃。害怕失败并想获得成功的费雯丽反复咀嚼他的评论，而忽略了其他评论家正面的评价。
1953年1月，费雯丽与彼得·芬奇一起前往斯里兰卡拍摄《象宫鸳劫》。影片开拍后不久，她经历了一次精神崩溃。派拉蒙电影公司请来伊丽莎白·泰勒顶替她的角色。奥利维尔陪伴她回到了英国的家中，费雯丽告诉他自己已经爱上了芬奇，并和他有了暧昧关系。她在几个月内逐渐康复。这次发病使许多奥利维尔的朋友得知了她的疾病。大衛·尼文说她已经「相当、相当疯狂」。诺埃尔·科沃德在他的日记中表达了他的吃惊：“大概从1948年左右起，情况已经变坏，并且愈来愈糟糕了。”
1953年，费雯丽基本康复和奥利维尔一起演出舞台剧《沉睡王子》（The Sleeping Prince）。1955年，他们在莎士比亚故乡雅芳河畔斯特拉特福演出一季莎翁的戏剧，包括《第十二夜》、《麦克白》和《泰特斯·安特洛尼克斯》。演出爆满并受到好评，费雯丽的健康状况似乎稳定下来。诺埃尔·科沃德的新作《南海泡沫》（South Sea Bubble）邀请费雯丽担任女主角，正当他享受成功的喜悦时，费雯丽因怀孕退出该剧。几周之后，她再度流产，又经历了一次精神抑郁，这回长达数个月。她和奥利维尔一起参加《泰特斯·安特洛尼克斯》的欧洲巡回演出，但是整个旅程因费雯丽与奥利维尔以及其他同事间经常爆发的冲突而坏事。她的前夫利·霍尔曼仍然对她有很大影响，当他们回到伦敦后，霍尔曼与奥利维尔一起帮助她镇定下来。
1957年底，費雯麗與勞倫斯接下《鴛鴦譜》，這部心理文藝片改編自名舞台劇，描述英國一家海邊旅館中客人間的情感問題。電影由畢蘭卡斯特的製片公司製作，聯美發行。費雯麗飾演一位被母親控制的老處女，而奧立佛除演出外尚兼導演，但他跟蘭卡斯特爭執不斷，所以最後夫妻退出製作。
1958年，考虑到她的婚姻即将走到尽头，费雯丽开始和演员杰克·梅里韦尔交往，梅里韦尔知道了她的健康情况，向奥利维尔保证自己会照顾好她。1959年，她参加了诺埃尔·科沃德的喜剧《照看露露》（Look After Lulu）的演出，获得成功。《泰晤士报》如此评论她：“美丽、冷静，事实上她是每一个场景的焦点。”
1960年，费雯丽和奥利维尔离婚，之后奥利维尔与琼·普洛赖特结婚。在他的自传中提到了这些年两人遇到的问题是因为费雯丽的疾病，他写道：“尽管她会突然脾气暴躁、沮丧、并且越来越糟糕，她还是保持了她特有的谨慎——一种在除了我之外所有人面前掩盖她真实的精神情况的能力，在我面前，她不必如此费心去掩饰。”
1964年，費雯麗獲邀請於《愚人船》擔任女主角。51歲的她在片中飾演一位美國南方遲暮美人，要角尚有茜蒙·仙諾、何塞·费勒、李·馬榮、奥斯卡·威内尔、伊莉莎白·阿什利和乔治·席格等。由於費雯麗身心的不穩定狀態，所以有不少要求。導演史丹利克拉瑪原本還想拒絕，但當他了解到費雯麗問題的細節後，對她的敬意反而加深，並說“她病了，是勇氣支持她繼續向前的，這種勇氣讓本片幾乎不可置信。”電影分別在1965年7月和11月於美國和英國上映，票房成功，而且獲得出色評價。費雯麗因此片榮獲1966年法國水晶之星獎(Étoile de cristal)的最佳外國女演員獎(Meilleure actrice étrangère)，這是她生前最後一個獎項。

## 最后岁月
梅里韦尔对费雯丽有稳定的影响，尽管她看起来很满足，但是记者雷迪·哈里斯引用了她的话：“宁愿和奥利维尔度过短暂的一生，也不愿意和别人共度漫长人生。”她的第一任丈夫利·霍尔曼也花费相当多时间来陪伴她。从1961年的7月到1962年的5月，梅里韦尔和她一起参加澳大利亚、新西兰和拉丁美洲的巡演，没有奥利维尔与她分享公众的注意，费雯丽很喜欢对她肯定的评价。尽管仍然受多发性抑郁症的困扰，她继续在剧院工作，1963年因百老汇音乐剧《同志》获得了东尼奖最佳音乐剧女主角奖。她还参加了影片《罗马之春》和《愚人船》的拍摄。
1967年5月，当她与迈克尔·雷德格雷夫一起排练爱德华·阿尔比创作的舞台剧《人海万花筒》之时，困扰了她超过20年的肺结核复发，在休息了几周后，看起来已经康复。7月7日晚上，梅里韦尔和往常一样将她留在家中，外出表演，半夜返回家中的时候发现她已经睡着了。大约30分钟后（已经是7月8日），梅里韦尔返回到卧室时发现费雯丽躺在地板上，已经去世。费雯丽曾试图去卫生间，但是由于她的肺中充满了液体而摔倒。梅里韦尔联系了奥利维尔，后者正在附近的一家医院接受前列腺癌的治疗。在奥利维尔的自传中，他描写自己立刻赶到费雯丽的住所，发现梅里韦尔已经将她的尸体搬回床上时“极度悲痛”。奥利维尔表达了他的敬意，在帮助梅里韦尔处理葬礼的安排之前，“站在那里祈求原谅所有我们之间发生的不快。”
费雯丽火葬后的骨灰撒在家乡的一个湖中，靠近英格兰东萨塞克斯。一场纪念仪式在西敏市圣马丁教堂举行，约翰·吉尔古德宣读了悼词。在美国的南加州大学也举行了一场悼念活动，乔治·丘克等好友宣读悼词。

## 评价及纪念
- 費雯·麗獲得奥斯卡最佳女主角奖兩次提名，兩次都得獎，分別是第12屆的《乱世佳人》和第23屆的《欲望号街车》。費雯·麗不但是影史上首位英國籍影后，她与劳伦斯·奥利维尔（1948年獲獎）也是影史上第一對奧斯卡影帝影后夫妻檔，而影壇上只有兩對影帝影后夫妻檔，另一對則是保羅·紐曼（1986年獲獎）與喬安娜·華德（1957年獲獎）。
- 费雯丽被认为她所处时代最美丽的女演员之一，导演们在她的大部分影片中强调了这一点。当问及她是否认为她的美貌成为了障碍时，她说：“人们认为如果你看起来相当不错，你不可能会表演，而我只在乎表演。我认为美貌是一个很大的障碍，如果你真的希望看起来像你饰演的角色，而那个角色未必像你。”[41]
- 乔治·丘克认为费雯丽是一位“技艺绝顶的女演员，受到了美貌的阻碍”。[42]劳伦斯·奥利维尔说评论家应该“将她作为一个演员来赞美而不是永远因她的超级美貌导致歪曲他们的判断。”[43]加森·卡宁同意他们的观点，称费雯丽是“非常迷人的女士，她使人倾倒的美貌经常让人忽略了她作为一个演员的惊人成就。大美人很少成为伟大的演员——只是因为他们不必要这么做。费雯不一样：有抱负、有恒心、认真，经常有灵感。”[44]
- 费雯丽认为她饰演了“尽可能不同的角色”，试图提高演技并消除人们对于她表演能力的成见。她认为喜剧比戏剧更难表演，因为需要更精准的时间控制，并认为演员的培训课程需要着重于喜剧的训练。在她演艺生涯后期，她演绎了多部诺埃尔·科沃德的喜剧和莎士比亚的悲剧，发现“让观众哭比让他们笑容易多了”。[45]
- 她的早期表演在英国迅速获得成功，但是在世界其他地方，直到《乱世佳人》公映前她还不为人所知。1939年12月，《纽约时报》的文章写道，“费雯丽小姐的斯佳丽表明荒唐的演员挑选间接导致她走红，她是艺术与自然的完美结合，其他任何女演员来饰演这个角色都是不可能的。”[46]当她的名气提升后，登上了《时代杂志》的封面。
- 1969年，评论家安德鲁·萨里斯认为电影的成功主要归功于费雯丽充满灵感的演出。[47]并于1998年写道“她作为一个生动的形象活在我们的记忆中，而不是静态的样子。”
- 1998年，电影评论家伦纳德· 马尔丁认为该片是有史以来最成功的影片之一，费雯丽“饰演的角色光彩夺目。”[48]
- 剧本作家菲利斯·哈特诺尔如此评论她在伦敦西区演出的戏剧《欲望号街车》——“作为一位演员，迄今为止她展现出来的最强的能力证明”，这个评价使她很长一段时间内被认为是英国剧院最好的女演员之一。[49]评论家保林·凯尔认为接下来的电影版本中，费雯丽和马龙·白兰度为“电影史上最佳的表演之二”并认为费雯丽的演出是“极少数能真正同时引起恐惧和同情的表演之一”。[50]
- 评论家肯尼思·泰南嘲笑费雯丽1955年在戏剧《泰特斯·安特洛尼克斯》中的表演比奥利维尔差远了，评论她在表演“听说要被在她丈夫的尸体上强奸时的表情就好像她仅仅很遗憾下面的垫子不够舒适”。[51]他也是对费雯丽1955年重新演绎麦克白夫人持反面意见的几个评论家之一，认为她的表演空洞，缺少角色需要的愤怒。然而，在费雯丽逝世后，他改变了观点，认为自己早期的评论是他所提出的“最糟糕的错误意见之一”。他开始认为在费雯丽的重新演绎下，麦克白夫人利用她魅力一直吸引着麦克白，刻画角色的性格“比通常的战斧更加合理......”。在费雯丽逝世后评论家的调查中，一些人认为这是她最成功的戏剧角色之一。[52]

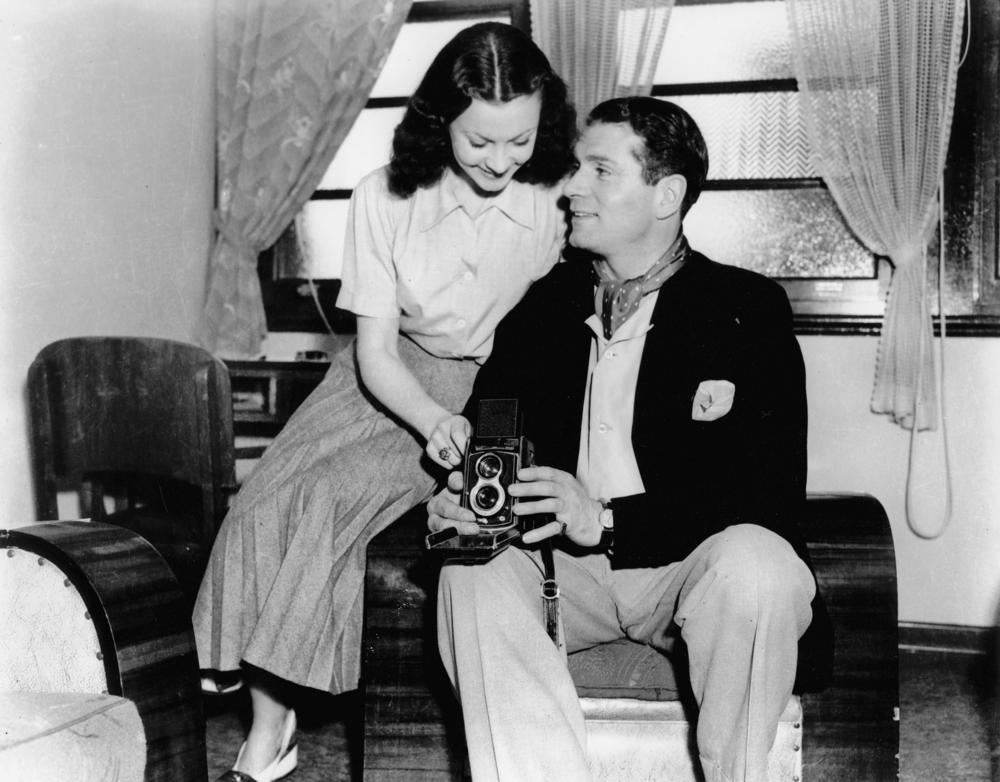
1948年，费雯丽和劳伦斯·奥利维尔在澳大利亚宾馆。

- 1969年，科芬园的圣保罗教堂，即演员教堂为费雯丽竖立了一块纪念牌。
- 1985年，为了纪念“英国电影年”，发行了一套邮票，采用了费雯丽和阿尔弗雷德·希区柯克、查理·卓别林、彼得·塞勒斯、戴维·尼文的肖像。[53]
- 1999年，伦敦大英图书馆从劳伦斯·奥利维尔的遗产中购买了收藏的资料文件。收藏品包括许多费雯丽的私人文件，如她写给劳伦斯·奥利维尔大量的信件。费雯丽的信件、照片、合同和日记归她女儿苏珊所有。
- 1994年12月，澳大利亚国家图书馆购买了一本相册，上面有交织字母“L & V O”，该相册被认为属于奥利维尔夫妇，含有夫妇两人1948年澳大利亚巡演的573张照片。如今相册作为澳大利亚表演艺术历史记录的一部分。[54]
- 2006年9月，飲品公司波特瑞（Bottlegreen）舉辦的「史上最美麗的英國女士」選舉，慧雲李擊敗古今多位英國美女，榮膺英國第一美人。[55]

## 参演作品

### 電影
| 年份   | 原名                                    | 译名                       | 角色            |
| ------ | --------------------------------------- | -------------------------- | --------------- |
| 1935年 | The Village Squire                      | 乡村绅士                   | 罗丝·维纳布尔斯 |
| 1935年 | Look Up and Laugh                       | 仰头大笑                   | 玛乔丽·贝尔费尔 |
| 1935年 | Things Are Looking Up                   | 欣欣向荣                   | 女学生          |
| 1935年 | Gentlemen's Agreement                   | 君子协定                   | 菲尔·斯坦利     |
| 1937年 | Fire Over England                       | 火燒倫敦城                 | 辛西娅          |
| 1937年 | Dark Journey                            | 谍血柔肠                   | 玛德琳·戈达德   |
| 1937年 | Storm in a Teacup                       | 爱潮                       | 维多利亚·高     |
| 1938年 | A Yank at Oxford                        | 牛津风云                   | 艾尔莎·克拉多克 |
| 1938年 | Sidewalks of London (St. Martin's Lane) | 伦敦的人行道（圣马丁小巷） | 丽比            |
| 1939年 | Gone with the Wind                      | 乱世佳人                   | 斯佳丽·奥哈拉   |
| 1940年 | 21 Days                                 | 鸳鸯劫                     | 旺达            |
| 1940年 | Waterloo Bridge                         | 魂断蓝桥                   | 玛拉            |
| 1941年 | That Hamilton Woman                     | 汉密尔顿夫人               | 艾玛·汉密尔顿   |
| 1945年 | Caesar and Cleopatra                    | 凯撒和埃及艳后             | 克娄巴特拉      |
| 1948年 | Anna Karenina                           | 春残梦断                   | 安娜·卡列尼娜   |
| 1951年 | A Streetcar Named Desire                | 欲望号街车                 | 布兰奇·杜波依斯 |
| 1955年 | The Deep Blue Sea                       | 孽海情潮                   | 赫斯特·科利尔   |
| 1961年 | The Roman Spring of Mrs. Stone          | 罗马之春                   | 凯伦·斯通       |
| 1965年 | Ship of Fools                           | 百怪圖(愚人船)             | 玛丽·特里德韦尔 |

## 所获奖项
| 年份   | 奖项 | 作品                                      |
| 1939年 | 奥斯卡最佳女主角奖 纽约影评人协会最佳女主角奖                                                            | 《乱世佳人》 （Gone with the Wind）       |
| 1951年 | 奥斯卡最佳女主角奖 英国电影学院奖最佳英國女演員奖 纽约影评人协会最佳女主角奖 威尼斯电影节 - 最佳女演员奖 | 《慾望街車》 （A Streetcar Named Desire） |
| 1963年 | 托尼奖最佳音乐剧女主角                                                                                   | 《同志》 （Tovarich）                     |
| 1966年 | 法國水晶之星獎(Étoile de cristal) 最佳外國女演員獎(Meilleure actrice étrangère)                          | 《愚人船》 （Ship of Fools）              |

### 出处
1. ↑  Vickers, Hugo，第6–7页。（书中提到哈特萊的英国背景和雅克耶关于她爱尔兰血统的评论）。
2. ↑  英格兰和威尔斯结婚登记处，1912年6月，肯辛顿卷1a，第426页。
3. ↑  Vickers，第九页。
4. ↑  Edwards, Anne，第12–19页。
5. ↑  Edwards，第25–30页。
6. ↑  Edwards，第30–43页。
7. ↑  Coleman，第74页。原文“a lightning change came over her face”。
8. ↑  Coleman，第75页。原文“the essence of English girlhood”。
9. ↑  Edwards，第50–55页。
10. ↑  John E. Boothe，Lewis Funke，《Actors Talk About Acting》（演员谈表演） （页面存档备份，存于）费雯丽的采访，1961年首次发布，2008年2月26日查阅。原文为“that some critics saw fit to be as foolish as to say that I was a great actress. And I thought, that was a foolish, wicked thing to say, because it put such an onus and such a responsibility onto me, which I simply wasn't able to carry. And it took me years to learn enough to live up to what they said--for those first notices. I find it so stupid. I remember the critic very well, and have never forgiven him.”
11. ↑  Coleman，第76–77、90、 94–95页。
12. ↑  Coleman，第97–98页。
13. ↑  Coleman，第97页。
14. ↑  Berg，第323页。
15. ↑  Selznick，第184页。
16. ↑  Haver，第259页。
17. ↑  Taylor，第22–23页。原文：“I loathe Hollywood.... I will never get used to this - how I hate film acting.”
18. ↑  鮑布.湯瑪士(Thomas, Bob) 轉述奧麗維亞·德哈維蘭(Olivia de Havilland)的話。原文：“Vivien was impeccably professional, impeccably disciplined on Gone with the Wind. She had two great concerns: doing her best work in an extremely difficult role and being separated from Larry [Olivier], who was in New York.” 文章出處：聖路易斯郵報通訊社 St. Louis Post-Dispatch (The Associated Press), 1月4日2006年, 第 E1 頁。報紙評論原文：“Official biography of Olivier benefits from cache of actor's letters.”
19. ↑  Taylor，第22–23页。
20. ↑  McGilligan，第238页。
21. ↑  Edwards，第127页。
22. ↑  Holden，第189–190页。
23. ↑  Holden，第202、205和325。
24. ↑  Holden，第221–222页。
25. ↑  Holden，第295页。
26. ↑  Coleman，第227–231页。
27. ↑  Holden，第312页。
28. ↑  Coleman，第233–236页。
29. ↑  Holden，第312–313页。
30. ↑  Edwards，第196–197页。
31. ↑  Coleman，第254–263页。
32. ↑  Edwards，第219–234、239页。泰晤士报原文“beautiful, delectably cool and matter of fact, she is mistress of every situation.”
33. ↑  Olivier，第174页。原文：“Throughout her possession by that uncannily evil monster, manic depression, with its deadly ever-tightening spirals, she retained her own individual canniness - an ability to disguise her true mental condition from almost all except me, for whom she could hardly be expected to take the trouble.”
34. ↑  ,Étoiles de cristal https://fr.wikipedia.org/wiki/%C3%89toiles_de_cristal#Meilleur_acteur_%C3% （页面存档备份，存于）
35. ↑  Walker，第290页。
36. ↑  Edwards，第266–272页。
37. ↑  .   [2008-02-29]. （原始内容存档于2007-06-15）.
38. ↑  Edwards，第304–305页。
39. ↑  Olivier，第273–274页。
40. ↑  Edwards，第306页。
41. ↑  John E. Boothe，Lewis Funke，《Actors Talk About Acting》（演员谈表演） （页面存档备份，存于）费雯·丽的采访，1961年首次发布，2008年2月29日查阅。原文为“people think that if you look fairly reasonable, you can't possibly act, and as I only care about acting, I think beauty can be a great handicap, if you really want to look like the part you're playing, which isn't necessarily like you.”
42. ↑  Shipman，第126页。原文：“consummate actress, hampered by beauty”
43. ↑  Coleman，第227页。原文：“give her credit for being an actress and not go on forever letting their judgements be distorted by her great beauty.”
44. ↑  Shipman，第125页。
45. ↑  John E. Boothe，Lewis Funke，《Actors Talk About Acting》（演员谈表演） （页面存档备份，存于）费雯·丽的采访，1961年首次发布，2008年2月29日查阅。原文为“It's much easier to make people cry than to make them laugh.”
46. ↑  Haver，第305页。
47. ↑  [http://rogerebert.suntimes.com/apps/pbcs.dll/article?AID=/20000101/CRITICALDEBATE/40310036 （页面存档备份，存于） 罗杰·埃伯特 评论《乱世佳人》，于2008年2月29日查阅。
48. ↑  Maltin，第522页。
49. ↑  Hartnoll，第301页。
50. ↑  Kael，第564页。
51. ↑  《Peter Brook's Titus Andronicus, August 1955》 （页面存档备份，存于），2008年2月29日查阅。
52. ↑  Taylor，第99页。
53. ↑  Walker，第303、304年。
54. ↑  《Laurence Olivier/Vivien Leigh》 （页面存档备份，存于），澳大利亚国家图书馆，2008年2月29日查阅。
55. ↑  慧雲李艷絕古今英倫 （页面存档备份，存于）蘋果日報 2006年9月07日
56. ↑  Edwards 1978，第319–328頁.

### 书目
- Vickers, Hugo，《Vivien Leigh》（费雯·丽），出版社： Little, Brown and Company，1988版本。
- Edwards, Anne，《Vivien Leigh, A Biography》（费雯·丽传记），出版社： Coronet Books，1978版本，ISBN 0-340-23024-X。
- Coleman, Terry，《Olivier, The Authorised Biography》（奥利维尔，授权传记），出版社： Bloomsbury Publishing，2005年，ISBN 0-7475-8306-4。
- Berg, A. Scott，《Goldwyn》（戈尔德温），出版社： Sphere Books，1989年，ISBN 0-7474-0593-X。
- Selznick, David O，《Memo from David O. Selznick》（大卫·O·塞尔兹尼克回忆录），出版社： Modern Library，纽约，2000年，ISBN 0-375-75531-4。
- Haver, Ronald，《David O. Selznick's Hollywood》（大卫·O·塞尔兹尼克的好莱坞）， 出版社： Bonanza Books，纽约，1980年，ISBN 0-517-47665-7。
- Taylor, John Russell，《Vivien Leigh》（费雯·丽），Elm Tree Books，1984年，ISBN 0-241-11333-4。
- McGilligan, Patrick，《Alfred Hitchcock, A Life in Darkness and Light》（阿尔弗雷德·希区柯克传），出版社： Wiley Press，2003年，ISBN 0-470-86973-9。
- Holden, Anthony，《Olivier》（奥利维尔），Sphere Books Limited，1989年，ISBN 0-7221-4857-7。
- Olivier, Laurence，《Confessions Of an Actor》（一个演员的自白），出版社： Simon and Schuster，1982年，ISBN 0-14-006888-0。
- Walker, Alexander，《Vivien, The Life of Vivien Leigh》（费雯·丽的一生），出版社： Grove Press，1987年，ISBN 0-8021-3259-6。
- Shipman, David，《Movie Talk》（电影对话），出版社： St Martin's Press，1988年，ISBN 0-312-03403-2。
- Hartnoll, Phyllis，《The Concise Companion to the Theatre》，出版社： Omega Books，1972年，ISBN 1-85007-044-X。
- Kael, Pauline，《5001 Nights At The Movies》（5001个和电影在一起的夜晚 ），出版社： Zenith Books，1982年， ISBN 0-09-933550-6。
- Maltin, Leonard，《1998 Movie and Video Guide》（影视指南1998），出版社：Signet Books，1997年。